# Philaenus loukasi
Philaenus loukasi is een halfvleugelig insect uit de familie Aphrophoridae. De wetenschappelijke naam van deze soort is voor het eerst geldig gepubliceerd in 1991 door Drosopoulos & Asche.